# École polytechnique de Rzeszów
L'École polytechnique de Rzeszów (Politechnika Rzeszowska im. Ignacego Łukasiewicza) est un établissement public d'enseignement supérieur technologique de formation d'ingénieurs situé à Rzeszów (Pologne).
L'établissement fait partie du réseau académique EUGENE (Academic Network EUropean and Global ENgineering Education)
L'établissement a des contacts avec de nombreux partenaires étrangers, notamment en Ukraine, en Allemagne, en Slovaquie, en Russie, etc.
Il existe une convention avec l'Université du Littoral Cote d’Opale

## Composition
Elle forme notamment des pilotes pour l'aviation civile.

### Faculté de construction et d'ingénierie de l'environnement (Wydział Budownictwa i Inżynierii Środowiska)
- Architecture et urbanisme (Architektura i Urbanistyka)
- Construction (Budownictwo)
- Ingénierie de l'environnement (Inżynieria Środowiska)
- Protection de l'environnement (Ochrona Środowiska)

### Faculté de construction de machines et d'aéronautique (Wydział Budowy Maszyn i Lotnictwa)
- Ingénierie des matériaux (Inżynieria Materiałowa)
- Aéronautique et astronautique (Lotnictwo i Kosmonautyka)
- Mécanique et construction de machines (Mechanika i Budowa Maszyn)
- Mécatronique (Mechatronik)
- Transport
- Gestion et ingénierie de la production (Zarządzanie i Inżynieria Produkcji)

### Faculté de chimie (Wydział Chemiczny)
- Biotechnologie (Biotechnologia)
- Génie chimique et génie des procédés (Inżynieria Chemiczna i Procesowa)
- Technologie chimique (Technologia Chemiczna)

### Faculté d'électrotechnique et d'informatique (Wydział Elektrotechniki i Informatyki)
- Automatique et robotique (Automatyka i Robotyka)
- Électronique et télécommunication (Elektronika i Telekomunikacja)
- Électrotechnique (Elektrotechnika)
- Énergie (Energetyka)
- Informatique (Informatyka)

### Faculté de mathématiques et de physique appliquée (Wydział Matematyki i Fizyki Stosowanej)
- Mathématique (Matematyka)
- Physique appliquée (Fizyka Techniczna)

### Faculté de gestion (Wydział Zarządzania)
- Études européennes (Europeistyka)
- Finances et comptabilité (Finanse i Rachunkowość)
- Logistique (Logistyka)
- Relations internationales (Stosunki Międzynarodowe)
- Étude des produits (Towaroznawstwo)
- Management (Zarządzanie)